# Arachnothera longirostra
El arañero chico (Arachnothera longirostra) es una especie de ave paseriforme de la familia Nectariniidae propia de los bosques húmedos del sur y sureste de Asia. Las hembras y machos poseen un plumaje muy parecido. Se los suele ver solos o en parejas, su llamada es un tzeck. Muy a menudo se los observa en cercanías de plantas en flor, de las que obtienen el néctar del que se alimentan.

## Descripción
Su pico largo los distingue de los suimangas. Ambos sexos son similares, excepto por la base clara de la mandíbula inferior de la hembra. El pico del macho es completamente negro. Se los observa en cercanías de su árbol favorito proveedor de néctar, a menudo especies de Musaceae salvaje o flores en los jardines. Su llamada es un zick-zick zumbón que realizan con frecuencia mientras se alimentan o cuando son molestados. Su canto, que puede ser prolongado, es una serie de notas rápidas.

## Distribución y hábitat
Se le encuentra en Bangladés, Birmania, Bután, Brunéi, Camboya, China, India, Indonesia, Laos, Malasia, Nepal, Filipinas,  Tailandia, y Vietnam. En India, existen poblaciones separadas en los Ghats Orientales en Lamasinghi, Visakhapatnam y partes de Orissa y los Ghats Occidentales, además de la población principal en el noreste de la India que se extiende hacia el sureste de Asia. Es dudoso un registro de las islas Nicobar.
Su hábitat natural son los bosques bajos húmedos tropicales, los manglares tropicales, y los bosques montanos húmedos tropicales. Por lo general se le encuentra por debajo de la fronda. También se los encuentra en jardines, donde son atraídos por flores que producen néctar.

## En la cultura
En Sarawak, los pueblos Kayan, Kenyah y Punan la consideran un ave de buena suerte y cuando salen a recolectar alcanfor, los hombres esperan hasta que escuchan la llamada sit de estas aves.